# Fürsteneck (gmina)
Fürsteneck – gmina w Niemczech, w kraju związkowym Bawaria, w rejencji Dolna Bawaria, w regionie Donau-Wald, w powiecie Freyung-Grafenau, wchodzi w skład wspólnoty administracyjnej Perlesreut. Leży w Lesie Bawarskim, około 12 km na południowy zachód od miasta Freyung, nad rzeką Osterbach, przy linii kolejowej Pasawa – Freyung.

## Demografia
| Rok  | Liczba mieszk. |
| ---- | -------------- |
| 1970 | 771            |
| 1987 | 813            |
| 2000 | 992            |
| 2005 | 999            |
| 2008 | 956            |

### Struktura wiekowa
Dane o ludności z 31 grudnia 2008:
| Opis                                | Ogółem | Ogółem | Kobiety | Kobiety | Mężczyźni | Mężczyźni |
| ----------------------------------- | ------ | ------ | ------- | ------- | --------- | --------- |
| Jednostka                           | osób   | %      | osób    | %       | osób      | %         |
| Populacja                           | 956    | 100    | 479     | 50,1    | 477       | 49,9      |
| Wiek przedprodukcyjny (0–17 lat)    | 189    | 19,77  | 85      | 8,89    | 104       | 10,88     |
| Wiek produkcyjny (18–65 lat)        | 607    | 63,49  | 304     | 31,8    | 303       | 31,69     |
| Wiek poprodukcyjny (powyżej 65 lat) | 160    | 16,74  | 90      | 9,41    | 70        | 7,32      |

## Polityka
Wójtem jest Heinz Binder z CSU, rada gminy składa się z 12 osób.
|      | CSU | FWG | Razem |
| 2008 | 6   | 6   | 12    |
| 2002 | 7   | 5   | 12    |

## Atrakcje
- Festiwal barokowy (Fürstenecker Barockfestival)

## Oświata
W gminie znajduje się 25 miejsc przedszkolnych.